# Nemesignis banyulensis
Godiva orange
Genre
Espèce
Synonymes
- Dondice nicolae Vicente, 1967
- Godiva banyulensis (Portmann & Sandmeier, 1960)
- Dondice banyulensis Portmann & Sandmeier, 1960

Nemesignis banyulensis, unique représentant du genre Nemesignis, est une espèce de mollusques nudibranches de la famille des Myrrhinidae (anciennement des Facelinidae), que l'on trouve en Méditerranée. Elle est parfois appelée Godiva orange.

## Systématique
L'espèce Nemesignis banyulensis a été décrite en 1960 par Adolf Portmann (1897-1982) et Esther Sandmeier (d) sous le protonyme Dondice banyulensis.
En 2021, Giulia Furfaro (d) et Paolo Mariottini (d) créent le genre Nemesis, avant de se rendre compte rapidement que ce nom de genre est déjà pris pour classer des crustacés copépodes de la famille des Eudactylinidae (Nemesis Risso, 1826) et le renomment Nemesignis.
Par ailleurs, cette espèce fut longtemps nommée « Godiva banyulensis », en l'honneur de la mythique Lady Godiva, qui se serait promenée nue « vêtue uniquement de sa chevelure rousse ».

## Description et caractéristiques
C'est un nudibranche éolidien d'assez grande taille, pouvant mesurer jusqu'à 7 cm de long, ce qui en fait le plus long nudibranche de Méditerranée. 
Sa silhouette est effilée vers une queue pointue ; son corps est le plus souvent d'un blanc translucide plus ou moins laiteux, sur lequel se détachent bien les couleurs de ses différents appendices. Les nombreux cérates dorsaux (appendices servant à la respiration et à la digestion) sont érectiles, vivement colorés d'orange vif et terminés par une pointe rouge vermillon. Ils sont réunis en cinq ou six grappes, et laissent souvent voir par transparence les prolongements de l'appareil hépato-digestif qui s'y terminent. Le corps est parcouru dorsalement par trois lignes longitudinales blanches légèrement opalescentes, la centrale se divisant en deux au niveau des tentacules buccaux.
La tête, de la même couleur que le corps, est bien marquée, et présente des rhinophores (appendices sensoriels) orange et lamellés sur toute leur circonférence, ainsi qu'une paire de longs tentacules buccaux blancs (souvent recourbés vers le haut, donnant l'allure de défenses d'éléphant), à la pointe d'un bleu iridescent, au moins deux fois plus longs que les rhinophores - ce qui distingue cette espèce de la proche Coryphella lineata. Ceux-ci comportent à leur base des yeux minuscules, ressemblant à de simples points noirs.

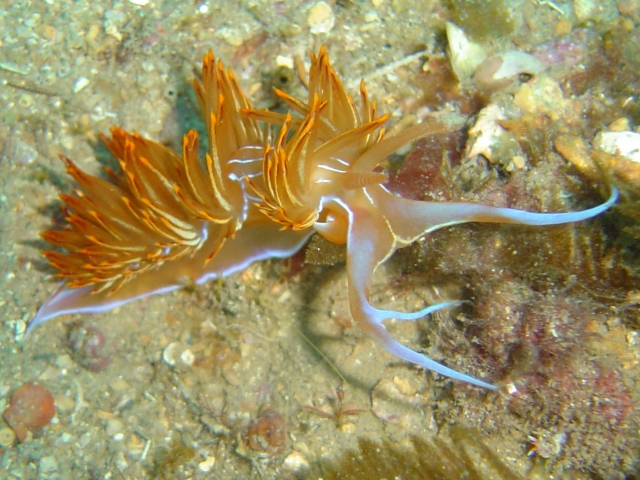
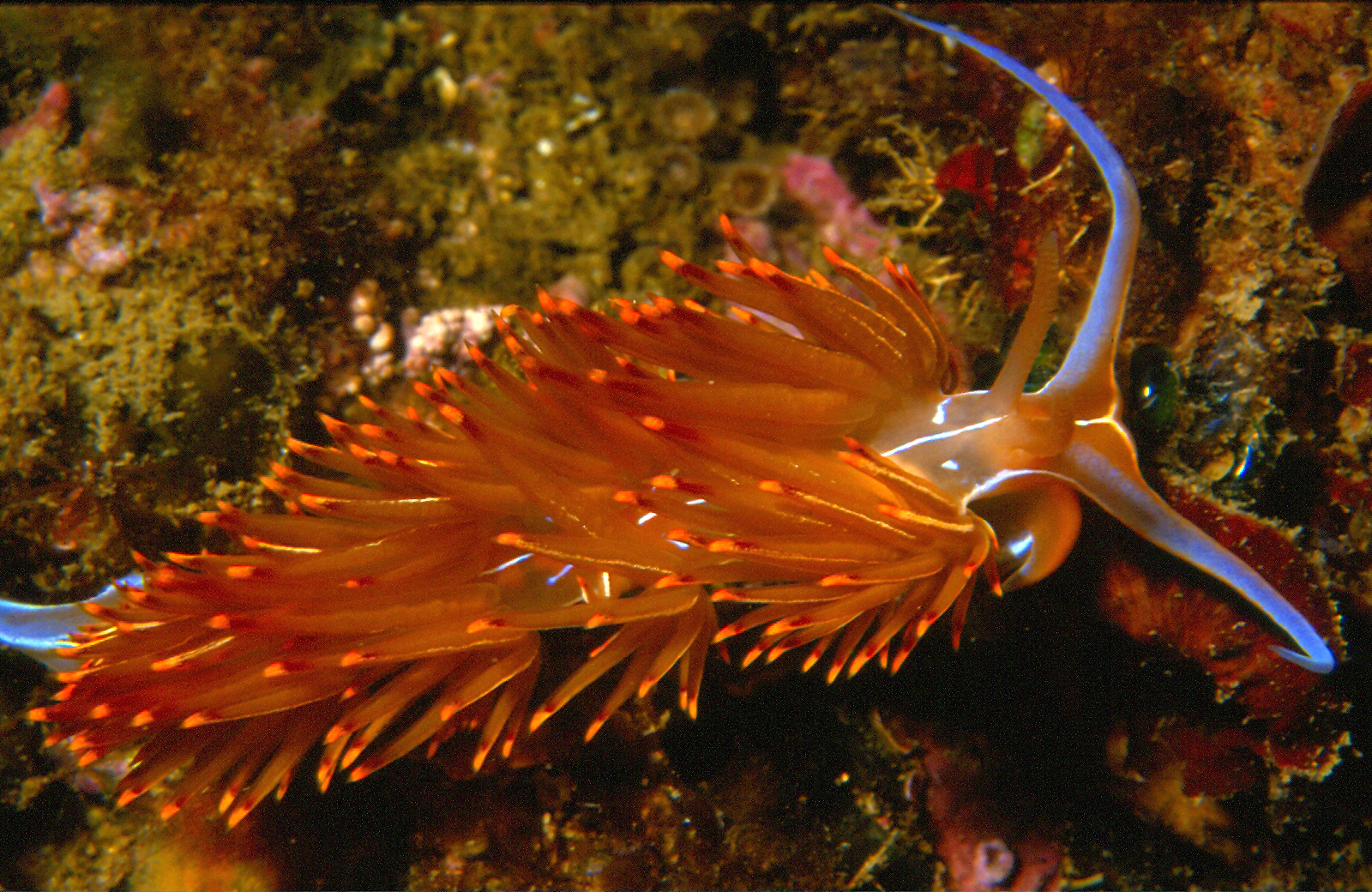
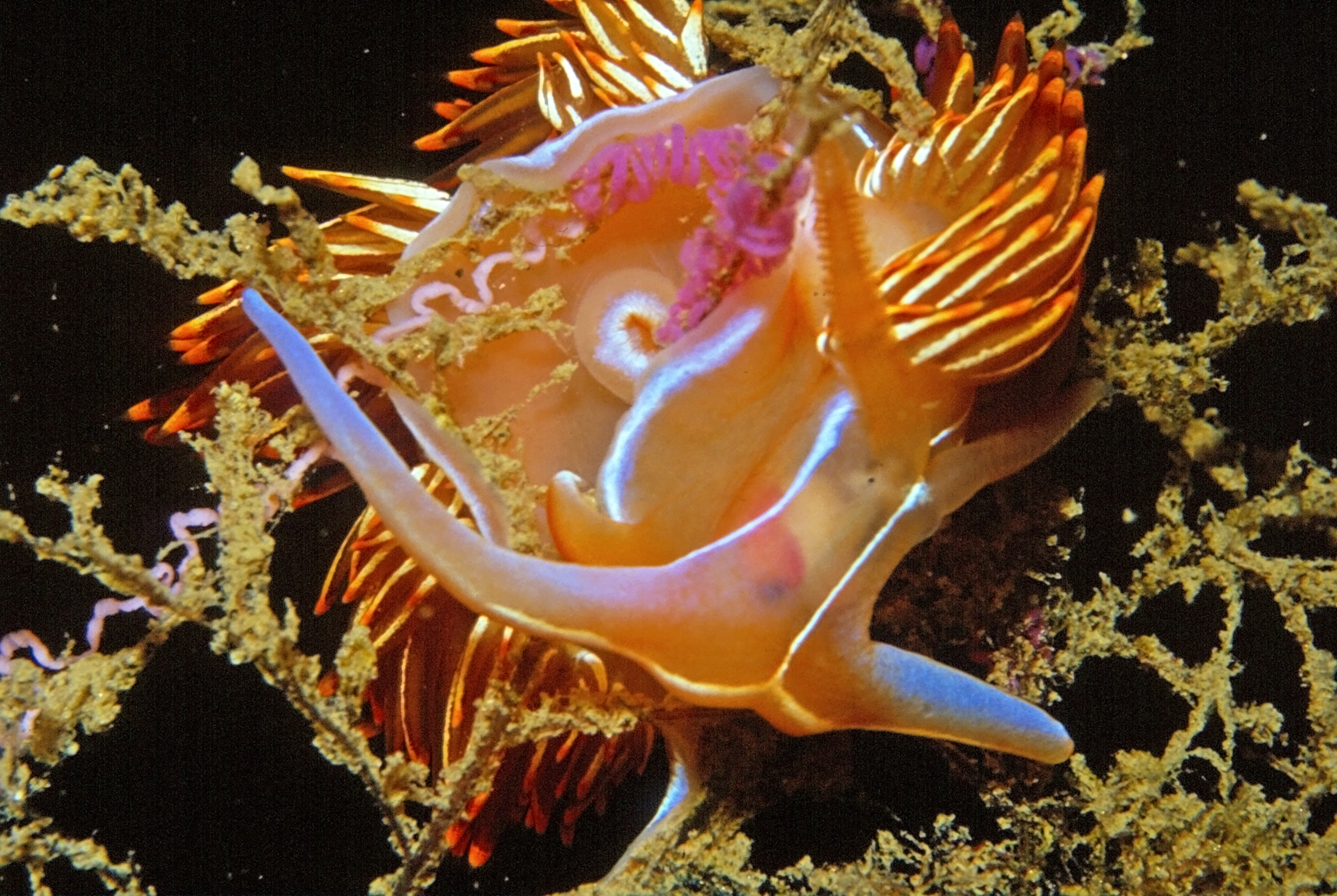

## Habitat et répartition
Cette espèce a été historiquement découverte à Banyuls-sur-Mer (où se trouve la station marine du laboratoire Arago), et est souvent considérée comme endémique de cette région ; cependant on la retrouve sur toute la côte méditerranéenne de la France et notamment dans le Var, ainsi que dans la majeure partie du bassin occidental de la Méditerranée jusqu'en Turquie. Elle est parfois signalée dans l'Atlantique, non loin de la jonction avec la Méditerranée. 
On rencontre cet animal essentiellement sur des fonds rocheux riches en hydraires (dont il se nourrit), entre 5 et 40 m de profondeur, parfois un peu plus. 

## Écologie et comportement
Cette espèce se nourrit principalement d'hydraires, et dépose également sur ces animaux sa ponte, ressemblant à un long serpentin blanc. 

## Étymologie
Le nom générique, Nemesignis, dérive du grec ancien Νέμεσις, Némesis, la déesse grecque dans son rôle de justice compensatoire, et du latin ignis, « feu », en référence à la couleur rouge brillant de l'espèce type.
Son épithète spécifique, composée de banyul[s] et du suffixe latin -ensis, « qui vit dans, qui habite », lui a été donnée en référence au lieu de sa découverte, Banyuls-sur-Mer où elle a été identifiée pour la première fois en 1960. 

## Publications originales
- Genre Nemesignis (création du genre Nemesis puis son renommage en Nemesignis) :
  - (en) Giulia Furfaro et Paolo Mariottini, « Looking at the Nudibranch Family Myrrhinidae (Gastropoda, Heterobranchia) from a Mitochondrial ‘2D Folding Structure’ Point of View », Life, MDPI, vol. 11, no 6,‎ juin 2021, p. 583 (ISSN 2075-1729, OCLC 783891337, lire en ligne).
  - (en) Giulia Furfaro et Paolo Mariottini, « Nemesignis, a Replacement Name for Nemesis Furfaro & Mariottini, 2021 (Mollusca, Gastropoda, Myrrhinidae), Preoccupied by Nemesis Risso, 1826 (Crustacea, Copepoda) », Life, MDPI, vol. 11, no 8,‎ août 2021, p. 809 (ISSN 2075-1729, OCLC 783891337, lire en ligne).
- Espèce Nemesignis banyulensis sous le taxon Dondice banyulensis :
  - Adolfe Portmann et Esther Sandmeier, « Dondice banyulensis, sp. nov., un Eolidien nouveau de la Méditerranée », Revue suisse de zoologie, MHNG, vol. 67,‎ 1960, p. 159–168 (ISSN 0035-418X, DOI 10.5962/BHL.PART.75264, lire en ligne).